# Kuchiki no tō
Kuchiki no tō (朽木の灯?), letteralmente "Il lume dell'albero decadente", è un album pubblicato dai Mucc il 1º settembre 2004. La versione europea venne pubblicata il 12 settembre 2005. L'album raggiunse la posizione nº19 nella classifica Oricon.

## Tracce
1. Kuchiki no Tō (朽木の灯?) – 2:03 (musica: Miya)
2. Daremo Inai Ie (誰も居ない家?) – 3:50 (testo: Tatsurou – musica: Miya)
3. Isho (遺書?) – 5:16 (testo: Miya – musica: Miya)
4. Mikan no Kaiga (未完の絵画?) – 5:43 (testo: Miya – musica: Miya)
5. Dokkū (濁空?) – 2:25 (testo: Miya – musica: Miya)
6. Gentō Sanka (幻燈讃歌?) – 3:38 (testo: Miya – musica: Miya)
7. Akatsuki Yami (暁闇?) – 5:27 (testo: Tatsurou – musica: Yukke)
8. 2.07 – 2:07 (musica: Miya)
9. Garo (ガロ?) – 3:00 (testo: Tatsurou – musica: Miya)
10. Kanashimi no Hate (悲シミノ果テ?) – 4:12 (testo: Miya – musica: Miya)
11. Rojiura Boku to Kimi e (路地裏 僕と君へ?) – 4:22 (testo: Tatsurou – musica: Miya)
12. Oboreru Sakana (溺れる魚?) – 5:24 (testo: Tatsurou – musica: Tatsurou)
13. Namonaki Yume (名も無き夢?) – 4:24 (testo: Tatsurou – musica: Miya)
14. Monokuro no Keshiki (モノクロの景色?) – 5:35 (testo: Tatsurou – musica: Yukke, Miya)
15. Kuchiki no Tō (朽木の塔?) – 11:27 (testo: Tatsurou – musica: Miya)